# Machuutmolen
De Machuutmolen (ook verbasterd tot Margrietmolen) is een windmolen in de tot de West-Vlaamse gemeente Lo-Reninge behorende plaats Pollinkhove, gelegen aan Lindestraat 7.
Deze ronde stenen molen van het type grondzeiler fungeerde als korenmolen.

## Geschiedenis
De molen is vernoemd naar Sint-Machutus, omdat zich in de omgeving een aan deze heilige gewijde kapel bevond.
De huidige molen werd gebouwd in 1870 en deed dienst tot 1958, zij het dat ook een elektromotor werd gebruikt. Hoewel de molen in 1958 ook als monument werd beschermd raakte hij sindsdien in verval. De ingewikkelde eigendomsstructuur was er mede oorzaak van dat pogingen om tot restauratie over te gaan steeds strandden.
De molen bevat nog drie steenkoppels, een haverpletter en een builinrichting.
- Inventaris van het Bouwkundig Erfgoed (Vlaanderen): 70206